# Téramo (província)
A província de Téramo é uma província italiana da região de Abruzos com cerca de 290 mil habitantes, densidade de 150 hab/km². Está dividida em 47 comunas, sendo a capital Téramo.
Faz fronteira a norte com o Marche (província de Ascoli Piceno), a este com o Mar Adriático, a sul com a província de Pescara, a sul e a oeste com a província da Áquila e a oeste com o Lácio (província de Rieti).